# Emil Franke (Politiker, April 1880)

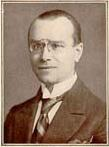
Emil Franke

Emil Franke (* 3. April 1880 in Velké Březno; † 1. Dezember 1939 in Prag) war ein tschechoslowakischer Jurist, Politiker, langjähriges Mitglied der Česká strana národně sociální (ČSNS, Tschechische Volkssozialistische Partei) und mehrmaliger Minister in verschiedenen Regierungen der Ersten Republik in der Zwischenkriegszeit.

## Leben
Nach dem Besuch des Gymnasiums studierte Franke Jura und Philosophie (mit Promotion) in Prag, Wien und Berlin. Seit etwa 1917 engagierte er sich in der Československá strana socialistická (ČSS, Tschechoslowakische Sozialistische Partei, vormals Česká strana národně-socialistická – Tschechische Volkssozialistische Partei), in der er sich auch an der Ausarbeitung des Parteiprogramms beteiligte und 1918–1939 stellvertretender Vorsitzender war.
Von 1918 bis 1939 war Emil Franke Abgeordneter für die Sozialistische bzw. später Volkssoziale Partei in mehreren Vertretungen: 1918 in der sogenannten Revolutionären Nationalversammlung, 1920 dann in der neu gewählten regulären Nationalversammlung der Tschechoslowakei; sein Mandat behielt er auch nach den Parlamentswahlen von 1925, 1929 und 1935 bis zur Auflösung des Parlaments 1939.

## Ministerämter
Franke hatte zahlreiche Ministerfunktionen in mehreren Regierungen der Tschechoslowakei inne:
| 17.9.1919–25.5.1920  | Eisenbahnminister (kommissarisch) | Regierung Vlastimil Tusar I   |
| 7.10.1922–9.12.1925  | Minister für die Versorgung       | Regierung Antonín Švehla I    |
| 18.2.1924–9.12.1925  | Postminister                      | ebenfalls Regierung Švehla I  |
| 20.7.1925–9.12.1925  | Minister für Soziales             | ebenfalls Regierung Švehla I  |
| 7.12.1929–29.10.1932 | Postminister                      | Regierung František Udržal II |
| 29.10.1932–14.2.1934 | Postminister                      | Regierung Jan Malypetr I      |
| 14.2.1934–4.6.1935   | Postminister                      | Regierung Jan Malypetr II     |
| 4.6.1935–5.11.1935   | Postminister                      | Regierung Jan Malypetr III    |
| 5.11.1935–18.12.1935 | Postminister                      | Regierung Milan Hodža I       |
| 18.12.1935–23.1.1936 | Postminister                      | Regierung Milan Hodža II      |
| 23.1.1936–21.7.1937  | Schul- und Bildungsminister       | ebenfalls Regierung Hodža II  |
| 17.3.1936–21.7.1937  | Finanzminister (kommissarisch)    | ebenfalls Regierung Hodža II  |
| 21.7.1937–22.9.1938  | Schul- und Bildungsminister       | Regierung Milan Hodža III     |
| 21.7.1937–2.10.1938  | Finanzminister (kommissarisch)    | ebenfalls Regierung Hodža III |